# آزار زرتشتیان
آزار زرتشتیان نوعی آزار دینی است که پیروان مزدیسنا را هدف قرار می‌دهد. آزار زرتشتیان بارها در طول تاریخ این دین رخ داده است. آزار و تبعیض علیه پیروان زرتشت از زمان تغییر اجباری دین آغاز شد. مسلمانان آتشکده‌های آنان را ویران کردند و زرتشتیان را مجبور به پرداخت جزیه کردند.
عبادتگاه‌های آنان هتک حرمت شد، معابدشان ویران گشت و مسلمانان به جای آنان مسجد ساختند. بسیاری از کتابخانه‌هایشان سوزانده شدند و همچنین بسیاری از آثار فرهنگیشان از بین رفتند. به‌تدریج قوانینی وضع شدند که رفتار زرتشتیان را مشخص می‌کرد و مشارکت آنان در اجتماع را محدود می‌ساختند. با گذشت زمان، آزار زرتشتیان گسترش یافت و تعداد زرتشتیان رو به کاهش گذاشت.
بیشتر زرتشتیان تحت تبعیض و آزار سامانمند مسلمانان مجبور به تغییر دین خود می‌شدند. هنگامی که یک خانوادهٔ زرتشتی به اجبار مسلمان می‌شد، فرزندانش به مدارس اسلامی فرستاده می‌شدند تا زبان عربی بیاموزد و دین اسلام را فراگیرد. در مواردی روحانیون زرتشتی مسلمانان را علیه آنچه که بدعت‌گذاران زرتشتی می‌نامیدند یاری می‌کردند.

## آزار زرتشتیان به‌دست مسلمانان

### اشغال ایران به‌دست عرب‌های اسلام‌گرا
ایران پیش از حملهٔ عرب‌های اسلام‌گرا، از لحاظ سیاسی، سرزمین مستقلی بود که از دریای اژه تا رودخانه سند گسترش داشت و بیشتر ساکنان آن، پیرو کیش زرتشتی بودند مزدیسنا آئین رسمی چهار امپراتوری ایران پیش از اسلام بود. در دوران ساسانیان این امر به صورت یک قانون مستحکم درآمد. هجوم مسلمانان به سرعت به سلطهٔ زرتشتی گری در ایران پایان داد و اسلام به جای آن به عنوان دین رسمی کشور درآمد.
پس از تسخیر ایران، زرتشتیان کافر ذمی خوانده شدند و آزار و تبعیض به صورت پراکنده آغاز شد. آنانی که جزیه می‌پرداختند، مورد توهین و تحقیر جمع‌کنندگان مالیات قرار می‌گرفتند زرتشتیانی که در جنگ‌ها به اسارت درآمدند و به عنوان برده به کار گرفته شدند، در صورت گرویدن به اسلام قادر به آزاد شدن بودند.
بسیاری از آتشکده‌ها با قرار دادن یک محراب در جهت قبله تبدیل به مسجد شدند. چنین مساجدی در بخارا، اصطخر و سایر شهرهای ایران یافت می‌شدند. مناطقی که توسط حاکمان عرب ساخته می‌شدند زمینهٔ بیشتری برای چنین آزارهایی داشتند. آتشکده‌ها به مسجد تبدیل می‌شدند و شهروندان مجبور به مسلمان شدن یا فرار می‌شدند. کتابخانه‌های بسیاری در آتش سوختند و آثار فرهنگی از بین رفتند.
به تدریج شمار قوانینی که رفتار زرتشتیان را کنترل می‌کرد و شرکت آنان در جامعه را محدود می‌ساخت افزایش یافت به امیدی که آنان به اسلام روی بیاورند. با گذشت زمان آزار زرتشتیان رواج یافت و شمار پیروان این آیین کم‌تر شد. برخی از زرتشتیان به صورت صوری مسلمان شدند تا از دست قوانین فرار کنند برخی دیگر نیز به این دلیل مسلمان شدند که کار با آتش بخشی از شغل آنان بود و این از دیدگاه زرتشتیان ناپسند به‌شمار می‌رفت.
طبق نظر توماس آرنولد مبلغان مسلمان با دشواری زیادی برای توضیح اسلام به زرتشتیان روبه رو نبودند زیرا ایرانیان حالا اهورا مزدا و اهریمن را به عنوان الله و ابلیس می‌دیدند.
هنگامی که یک خانوادهٔ زرتشتی به دین اسلام می‌گرویدند، فرزندانشان به مدارس اسلامی می‌رفتند تا زبان عربی و قرآن را بیاموزند. این اعمال در افزایش تعداد تازه مسلمان‌ها دخیل بودند. شجاع الدین شفا در این باره گفته است: «چرا افراد بسیاری باید می‌مردند یا رنج می‌کشیدند؟ زیرا یک طرف مصمم بود که دینش را به کسانی که نمی‌توانستند آن را بفهمند، بقبولاند.» هرچند که رابینسون توصیفات مدرن از خشونت‌های نظام مند دوران فتوحات علیه غیرمسلمانان و نیز آزار پس از فتح تا پیش از خلافت مروانیان را معمولاً چیزی جز جدلیات تحریف شده ضعیف نمی‌داند.

### ۶۴۲ میلادی تا سده دهم
در سده هفتم میلادی ایران در برابر حملهٔ اعراب تسلیم شد. در نواحی جنوب غربی ایران بعضی از قبایل اسلام آوردند و حتی به یاری سپاه اعراب در جنگ پرداختند اما در بقیه کشور به ندرت اتفاق می‌افتاد که بیشتر مردم ساکن یک منطقه با هم اسلام بیاورند حتی در آذربایجان و فارس پس از تصرف توسط اعراب، عده‌ای از مردم اسلام نیاوردند و قبول کردند که با پرداخت جزیه و خراج در آن جا زندگی کنند. البته پس از سکونت اعراب در آن مناطق و نشر و توسعه اسلام و مزایایی که مسلمانان نسبت به سایرین داشتند، سبب شد که اندک اندک عده‌ای از ساکنان بومی به خصوص طبقات فرودست جامعه - که تعلق زیادی به طبقات روحانی و موبدان زرتشتی نداشتند - آئین اسلام را بپذیرند. با مرگ یزدگرد سوم که خائنانه در سال ۶۵۱ پس از شکست در نبردی کشته شد، اسلام جایگزین مزدیسنایی شد که بیش از صدها سال دین رسمی کشور بود. بیشتر زرتشتیانی که در جنگ کشته نشدند، یا به بردگی گرفته شدند یا اگر بر آئین خود استوار مانند مجبور به پرداخت جزیه شدند و البته با پرداخت جزیه مزایایی هم به دست می‌آوردند. از خدمت لشکری معاف بودند و در انجام کارهای دینی خود تا حدی آزادی داشتند.
در سده‌های بعدی، زرتشتیان با آزار و تبعیضات بیشتری روبه رو شدند. نجس و ناپاک شمرد شدن باعث آن شده بود که زندگی در کنار مسلمانان برای زرتشتیان دشوار شود. در نتیجه آنان مجبور به تخلیه شهرها و تحمل تحریم‌های زیادی در همهٔ جنبه‌های زندگی شدند. عنوان نجس موجب تحقیر و پوشیدن لباس‌هایی با این نشان موجب تحقیر عمومی آن‌ها و محرومیت آنان از آموزش و کار می‌شد. این ستم‌ها موجب شده که عده‌ای از زرتشتیان به نواحی سیستان رفته و عده‌ای از آن‌ها از آن جا به هند مهاجرت کنند.

#### دوران خلفای راشدین
در دوران چهار خلیفهٔ اول، زرتشتیان بیشتر مردم ایران را تشکیل می‌دادند. آنان عنوان اهل کتاب یا ذمی را از عمر دریافت کردند. البته برخی از فعالیت‌های آنان که با اسلام مغایر بود ممنوع گردید.
وقتی پایتخت ایران یعنی شهر تیسفون (در عراق امروزی) در سال ۶۳۷ میلادی یعنی در زمان خلافت عمر و به فرماندهی سعد ابن ابی وقاص به دست مسلمانان سقوط کرد، مسلمانان ساختمان‌های زرتشتیان و هرآنچه را که یافتند سوزاندند.
طبق تاریخ طبری سعد ابن ابی وقاص نامه‌ای به عمر نوشت به این مضمون که با کتاب‌های تیسفون چه باید کرد. عمر این‌گونه پاسخ داد: "اگر کتاب‌ها برخلاف قرآن هستند، پس آنان کفرآمیزند و اگر برخلاف قرآن نیستند، ما نیازی به آن‌ها نداریم زیرا قرآن کافی است." بدین طریق تعداد بسیار زیادی کتاب که نسل‌های مختلف دانشمندان و علمای ایرانی نوشته بودند در آتش سوزانده شد یا به فرات انداخته شد. نزدیک به ۴۰٬۰۰۰ اشراف زادهٔ ایرانی اسیر گشته و در بازارهای عربستان به عنوان برده فروخته شدند. نخستین صدای اعتراض از فیروز نهاوندی بردهٔ ایرانی که عمر را به قتل رسانید بلند شد. هنگامی که شهر اسطخر در جنوب ایران که یک مرکز زرتشتیان بود از تسلیم در مقابل مسلمانان سرباز زد و به مقابله با آنان پرداخت، مهاجمان عرب ۴۰٬۰۰۰ نفر از ساکنان این شهر را گردن زده یا اعدام کردند.
نخستین زمانی که اهل ذمه مجبور به پوشیدن لباس‌های خاصی شدند، در زمان عمر می‌باشد. قوانین عمر به نام «شروط العمریه» معروف‌اند. هنگامی که سپاهیان عرب شام را تسخیر کردند، آنان که اسلام نیاورده بودند را مجبور کردند که قوانین ویژه‌ای را اجرا و از شرایط خاصی برای زندگی پیروی کنند. یکی از شرایطی که در این قوانین وجود داشت این بود که لباس، کلاه، عمامه و کفش آنان باید با مسلمانان متفاوت باشد و آن‌ها نباید از نوع فرم موی سر و بازکردن فرق سر از مسلمانان تقلید کنند.

#### خلافت امویان
امویان در شام به خلافت رسیدند. آزار زرتشتیان در سده هشتم میلادی افزایش یافت. در زمان خلفای بعدی اموی، آخرین سرزمین‌های زرتشتیان نیز فتح شدند. امویان با خشون زیادی با زرتشتیان که موالی خوانده می‌شدند رفتار می‌کردند. کشته شدن عمر به دست یک ایرانی و دست داشتن ایرانیان در شورش علیه خلفا موجب بدبینی امویان نسبت به آنان می‌شد. امویان سیاست خود را بر دریافت جزیه بنیاد نهاده بودند به‌طوری‌که حتی حجاج بن یوسف در عراق بر تازه مسلمانان نیز پرداخت جزیه را اجباری کرده بود. پرداخت جزیه به زرتشتیان تحمیل شد. در سال ۷۴۱ میلادی امویان رسماً دستور دادند که غیر مسلمانان حق اشتغال در کارهای دولتی را ندارند.
در این زمان مسلمانان ایرانی آغاز به پذیرفتن فرهنگ جدیدی کردن که اسلام را به عنوان بخشی از آیین ایرانیان می‌پذیرفت. آنان به این نکته توجه کردند که سلمان فارسی تأثیر بسیاری را بر محمد گذاشته بود. عامل دیگری که منجر گرایش ایرانیان به اسلام بود، ازدواج شهربانو با حسین فرزند خلیفهٔ چهارم بود. فرزند این دو چهارمین امام شیعیان بود. در این هنگام ایرانیان معتقد بودند که مذهب شیعه از اشرافیان ساسانی آمده است. این دو موضوع موجب این شد که زرتشتیان راحت‌تر بتوانند به دین اسلام گرایش پیدا کنند. نمونه‌ای از آزار زرتشتیان در این زمان این بود که امویان شخصی را مأمور کردند که نابودی بناهای مقدس زرتشتیان را بدون در نظر گرفتن تعهدات رهبری کند.
یکی از خلفای اموی چنین گفته است:"شیر ایرانیان را بدوشید و هنگامی که شیرشان خشک شد، خونشان را بمکید".
یکی از فرماندهان اموی به نام یزید ابن مهلب مسئول لشکرکشی به مازندران شد. در راه مازندران وی دستور داد که اسیران را در دو طرف جاده اعدام کنند تا لشکر «ظفرمند» اعراب از آن جا عبور کند. حمله به مازندران شکست خورد اما وی موفق شد که گرگان را تصرف کند. به دستور وی بسیاری از ایرانیان گردن زده شدند به حدی که خون آنان مخلوط با آب قادر به نیرو دادن به سنگ آسیاب برای تولید یک وعده غذایی در روز بود. چیزی که یزید بن مهلب قول داده بود.
سنگدلی وی آنجا نمایان شد که وی آسیاب‌ها را ۳ روز با خون ایرانیان به حرکت درآورد و سپاهیانش از نانی که با آرد آن آسیاب‌ها درست شده بود تغذیه کردند. البته مازندران تا زمانی که اکثریت زرتشتیانش به هند مهاجرت کردند، شکست ناپذیر باقی ماند. سایر ساکنان نیز به تدریج به اسلام روی آوردند.

#### خلافت عباسیان
پس از امویان، عباسیان توانستند با کمک مسلمانان ایرانی بر سرکار بیایند. آزار زرتشتیان در زمان عباسیان به طرز چشمگیری افزایش یافت. آتشکده‌ها و آرامگاه‌های آنان تخریب شدند. همچنین در این دوران عنوان زرتشتیان از ذمی و اهل کتاب به کافر تغییر یافت. زرتشتیان اجازهٔ حمام رفتن را نیز از دست دادند.
خانواده‌های زرتشتی که به خدمت عباسیان درمی‌آمدند به سختی می‌توانستند از گرویدن به اسلام خودداری کنند. به علت رفتار ناملایم آنان با زرتشتیان و حمایت بسیار آنان از عالمان مسلمان ایرانی، عباسیان به عنوان دشمنان مرگبار زرتشتیان شناخته می‌شوند.
طبق گفتهٔ دولتشاه، به فرمان عبدالله طاهر که یک ایرانی معرب بود و حاکم عباسیان در خراسان، زرتشتیان باید کتاب‌های خود را آورده و به درون آتش می‌انداختند. در دوران خلافت عباسیان، زرتشتیان برای نخستین بار به یک اقلیت دینی در ایران تبدیل شدند. با این وجود آنان به نمونه‌ای از شکیبایی در دوران عباسیان تبدیل شدند به ویژه هنگامی که خلیفه معتصم یک امام و مؤذن را برای نابودی آتشکدهٔ آنان و تبدیل آن به مسجد به کار برد.
در سال ۸۴۹ میلادی و در زمان خلافت متوکل، طی فرمانی که وی صادر کرد قوانین و محدودیت‌های زیادی برای اهل ذمه ایجاد شد، او دستور داد که آن‌ها را از کارهای دولتی بیرون کنند و تعلیم کودکانشان را در مکتب‌های اسلامی ممنوع ساخت، بخشی از قوانینی که متوکل برای اهل ذمه قرار داد در مورد نوع لباس و علامت‌های ویژه‌ای بود که اهل ذمه باید فقط از آن‌ها استفاده کنند. متوکل دستور داد که تمام اهل ذمه عباهای عسلی بپوشند و زنار ببندند و بر روی کلاهی که بر سر می‌نهند، دو نوار آویزان کنند که رنگ نوارها با رنگ کلاه مسلمانان متفاوت باشد. غلامان اهل ذمه باید دو وصله بر لباس‌های خود می‌دوختند، یک وصله بر روی سینه و یک وصله دیگر در پشت لباس. اندازه وصله‌ها باید حدود چهار انگشت و به رنگ عسلی می‌بود اهل ذمه می‌بایستی از عمامه‌هایی به رنگ عسلی استفاده می‌کردند. روپوش زنان اهل ذمه هم باید به رنگ عسلی باشد. آن‌ها نباید کمر می‌بستند بلکه باید زنار می‌داشتند.
انوری، شاعر ایرانی در بارهٔ این قوانین چنین می‌سراید:

| گاه می‌دوخت یک را به کتف بر عسلی |  | گاه می‌بست یکی را میان بر زنار |

#### صفاریان
در دوران صفاریان، زرتشتیان تحت رهبری روحانی بزرگشان زندگی می‌کردند. در عراق مراکز زرتشتیان به عنوان بقایای خانوادهٔ سلطنتی ساسانی شناخته شده و تخریب و مصادره می‌گشتند. به علت نزدیکی روحانیون زرتشتی با ساختارهای قدرت، تعداد روحانیان زرتشتی پس از قطع حمایت حکومت کاهش یافت.

#### سامانیان
سامانیان اشراف‌زادگان زرتشتی بودند که داوطلبانه دین اسلام و مذهب سنی را پذیرفته بودند. در زمان حکومت آنان که حدوداً ۳۰۰ سال از حملهٔ مسلمانان به ایران می‌گذشت، آتشکده‌های زرتشتی هنور هم در بیشتر استان‌های ایران مانند خراسان، کرمان، سجستان و سایر مناطق ایران یافت می‌شدند. طبق گفتهٔ محمد بن عبدالکریم شهرستانی حتی در بغداد نیز آتشکده‌هایی وجود داشتند. علی بن حسین مسعودی تاریخ‌نگار عرب متولد بغداد چنین آورده که:
دین زرتشتی برای مدت‌ها در بیشتر مناطق ایران رواج داشت نه تنها در مناطقی که دیر به سلطهٔ مسلمانان درآمدند (مانند طبرستان) بلکه در مناطقی که به زودی توسط مسلمانان تسخیر شده بودند. تقریباً در همهٔ استان‌های ایران آتشکده‌ها یافت می‌شدند و مجوسان (به گفتهٔ وی) آتشکده‌های بسیاری را در عراق، فارس، کرمان، سیستان، خراسان، طبرستان و کوه‌های آذربایجان و آران داشتند.
وی همچنین استان سند و شبه قارهٔ هند را نیز به این مجموعه افزود. این گفته‌های مسعودی توسط جغرافیدانان قرون وسطی که از آتشکده‌های ایران یاد کرده بودند تأیید شد.

### سده ۱۰ تا ۲۰ میلادی

#### صفویان
زرتشتیان دوران سختی را در زمان حکومت صفویان گذراندند و بارها با آزار و تغییر اجباری دین روبه رو شدند. صفویان می‌خواستند که آنان را مجبور به پذیرش مذهب شیعه کنند. اهل سنت هم مجبور بودند که تشیع را بپذیرند یا کشته شوند.
زرتشتیان نجس و کافر خوانده می‌شدند. در دوران صفویان شاهد تلاش‌هایی برای تغییر دین زرتشتیان و ارمنیان هستیم که به ویژه روی مجازات‌های اقتصادی آنان (به‌طور مثال آنان در تاجرات ادویه سهیم بودند) تمرکز می‌کرد.
در اوایل سده ۱۶ میلادی، شاه عباس زرتشتیانی را در حاشیهٔ پایتخت جدیدش اصفهان ساکن کرد. مناطقی را که زرتشتیان در آن‌ها سکونت داشتند، گبر محل، گبرآباد یا گبرستان می‌نامیدند. اروپاییانی که از آن مناطق بازدید کرده‌اند در مورد گبرها (واژهٔ تحقیر آمیزی که مسلمانان به زرتشتیان نسبت می‌دادند) زندگی فقیرانه و سادهٔ ساکنان آن جا را تأیید کرده‌اند. ترس از هتک حرمت مقدسات زرتشتیان توسط مسلمانان موجب شد که زرتشتیان آتش مقدسان را مخفی کنند و با گویش اختراعی تازه‌ای به نام دری سخن بگویند. پادشاهان بعدی صفویه از شاه عباس ملایمت کمتری نشان می‌دادند. علامه محمد باقر مجلسی از سلطان حسین خواست تا حکم به تغییر اجباری دین زرتشتیان کند. آنان که از این حکم سر باز می‌زدند کشته می‌شدند.
در کتاب مینوی خرد نوشته شده که زرتشتیان توسط اکثریت شیعه مورد آزار و اذیت قرار گرفتند و عبادتگاه‌های آنان تحت تهدید مداوم نابود شدند. در سال ۱۷۰۷ زمانی که کرنلیوس دبروین از اصفهان بازدید کرد، زرتشتیان دیگر قادر به انجام آزادانهٔ اعمال دینیشان نبودند. وی گزارش کرده که محروم‌ترین زرتشتیان به اصفهان آورده شده بودند و از سه سال پیش به اجبار دین اسلام را پذیرفته بودند. در سال ۱۸۲۱ رابرت کر پورتر که از اصفهان بازدید می‌کرد گزارش کرد که تعداد بسیار کمی زرتشتی در اصفهان زندگی می‌کنند و گبرآباد ویران شده است.
برخی دیگر از زرتشتیان هم به مناطق کردنشین تحت کنترل عثمانی مهاجرت کردند.

#### قاجار

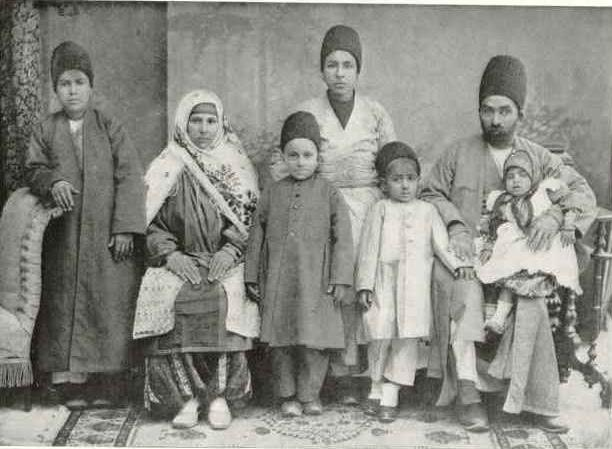
یک خانوادهٔ زرتشتی در ایران. حدود ۱۹۱۰ میلادی

یک ستاره‌شناس زرتشتی به نام ملا گشتاسپ سقوط زندیان به دست قاجاریان را در کرمان پیشگویی کرده بود. به همین علت زرتشتیان کرمان از آزار سپاهیان آقا محمد خان قاجار در امان ماندند. علی‌رغم این حادثه، زرتشتیان در دوران قاجار نیز شاهد ظلم و کاهش تعداد پیروانشان بودند. حتی در دوران حکومت آقا محمد خان، بسیاری از زرتشتیان در آذربایجان کشته یا اسیر شدند. زرتشتیان از دوران قاجار به عنوان یکی از بدترین بازه‌های زمانی یاد می‌کنند.
بسیاری از خارجیانی که در آن زمان از ایران بازدید کردند گزارش‌هایی از وضع رقت بار زرتشتیان داده‌اند. آبراهام والنتاین ویلیامز جکسون نوشته است که زرتشتیان در خطر همیشگی آزار توسط مسلمانان زندگی می‌کردند. ادوارد براون چنین گفته که دیوار خانه‌های زرتشتیان باید از دیوار خانه‌های مسلمانان کوتاه‌تر می‌بود و آنان باید خانه‌هایشان را با علامت‌های خاصی نشان دار می‌کردند. و در یزد و کرمان مجبور به پوشیدن کمربند زرد بودند تا از دیگران تشخیص داده شوند.
زرتشتیان نمی‌توانستند خانهٔ جدید بسازند یا خانهٔ خود را تعمیر کنند.
روش‌های مختلفی برای تبلیغ اسلام به کار برده می‌شد؛ مثلاً اگر یکی از اعضای خانواده به اسلام می‌گروید، کلیهٔ میراث به وی تعلق داشت.
یا اینکه به آنها اجازه داده می‌شد در صورتی که اسلام آورند حق دارند که در پول و اموال هم کیشان سابق خود تصرف کنند.
زرتشتیان اجازهٔ کار در مشاغل پر درآمد را نداشتند. جامعهٔ زرتشتی نجس و غیرقابل لمس شناخته می‌شد. زرتشتیان و غذاهایشان نجس درنظر گرفته می‌شدند. آنان از بسیاری از خدمات عمومی جامعه محروم بودند. هنگامی که آنان در بازار خرید می‌کردند حق دست زدن به میوه‌ها و خوردنی‌ها را نداشتند.
آنان مورد ضرب و شتم قرار می‌گرفتند و مکان‌های مذهبیشان مکرراً مورد اهانت قرار می‌گرفت. تهدید و آزار به امری روزمره برای آنان تبدیل شده بود. زرتشتیان اغلب در کوچه‌ها مورد ضرب و شتم مسلمانان قرار می‌گرفتند. قتل زرتشتیان مجازاتی در پی نداشت. دختران زرتشتی ربوده می‌شدند و مجبور به پذیرش اسلام و ازدواج با مسلمانان می‌شدند.
زرتشتیان برای لباس پوشیدن نیز تحت تبعیض قرار داشتند. آنان اجازهٔ پوشیدن لباس‌های نو و سفید رنگ را نداشتند و مجبور به پوشیدن لباس‌های مندرس زرد رنگ بودند تا از دیگران تشخیص داده شوند. آنان اجازهٔ پوشیدن پالتو را نداشتند و به جای آن مجبور به پوشیدن قبا و گیوه حتی در زمستان بودند. عینک زدن، پوشیدن ردای بلند، شلوار، کلاه، چکمه، جوراب، پیچیدن عمامهٔ تمییز و تنگ، همراه داشتن ساعت یا حلقه همگی برای زرتشتیان ممنوع بودند. در روزهای بارانی آنان مجاز به داشتن چتر یا حضور در انظار عمومی نبودند؛ زیرا طبق نظر مسلمانان آبی که به بدن و لباس آنان برخورد می‌کرد می‌توانست باعث نجاست مسلمانان شود.
زرتشتیان در یزد هنگام رفتن به خانهٔ مسلمانان مجبور به قرار دادن شالی در زیر پایشان بودند تا از نجس شدن فرش‌ها جلوگیری شود. آنان همچنین از اسب سواری نیز محروم بودند و تنها می‌توانستند قاطر یا الاغ برانند.) هنگام مواجهه با یک مسلمان آنان باید پیاده می‌شدند. محرومیت اسب سواری زرتشتیان در سال ۱۹۲۳ میلادی توسط رضا شاه برداشته شد.
زرتشتیان مجبور به پرداخت مبالغ هنگفتی به عنوان جزیه بودند. منابع زرتشتی از تحقیر مالیات دهندگان تحت عنوان کافر ذمی سخن گفته‌اند. مأمور دریافت مالیات ضربه‌ای به گردن فرد زرتشتی می‌زده و سپس سوار وی می‌شده است. مردم به دیدن این منظره دعوت می‌شدند. مالیات گیرندگان، زرتشتیان را به خاطر پوشیدن بند کستی مسخره می‌کردند و آن بند را پاره کرده و دور گردن فرد زرتشتی می‌انداختند. با توجه به فساد مسئولان مالیاتی، در آن زمان دو یا حتی تا سه برابر رقم اعلام شده جزیه دریافت می‌شد زیرا هر واسط جمع‌آوری ملیات، سهمی از آن پول می‌خواست. اگر خانواده‌ای قادر به پرداخت جزیه نبود، فرزندانش مورد ضرب و شتم قرار می‌گرفتند و کتاب‌های مذهبیشان سوزانده می‌شدند.
به علت شرایط بسیار بد زرتشتیان، برخی از آنان به ظاهر مسلمان شده و نام اسلامی برگزیدند اما در خفا به انجام اعمال دینی زرتشتی می‌پرداختند. امروزه زرتشتیان به این گروه «جدید» می‌گویند. در پاسخ به این تبعیضات و جداسازی‌ها، جامعه زرتشتی حالت بسته و درونگرا به خود گرفت.
در دوران قاجار قتل‌عام زرتشتیان ادامه یافت. آخرین موارد ثبت شده در روستاهای اطراف برازجان و ترک آباد در نزدیکی یزد ثبت شده‌اند. امروزه روستایی در نزدیکی برازجان در نزد مردم محلی قتلگاه نامیده می‌شود. نام‌های خانوادگی ترک، ترکی، ترکیان و ترک آبادی نشان دهندهٔ اصل و نسب بازماندگان کشتار در ترک آباد است.
در موردی دیگر به نقل از یک شاهد در کرمان، پسران و دختران جوان زرتشتی را می‌ربودند و می‌خواستند با تهدید و تطمیع آنها را مجبور به قبول اسلام کنند. در یک مورد، آنها پسرک زرتشتی ۱۲ ساله‌ای را با زور به حمام عمومی بردند و مجبورش کردند شهادتین بگوید و همان‌جا ختنه اش کردند
در دههٔ ۱۸۵۰ میلادی، آرتور دو گوبینو، سفیر فرانسه در ایران نوشته است: «فقط ۶٬۰۰۰ نفر از آنان (زرتشتیان) باقی مانده‌اند و تنها یک معجزه می‌تواند آن‌ها را از انقراض نجات دهد. اینان بازماندگان نسلی هستند که روزگاری بر دنیا فرمانروایی می‌کرد.» با توجه به میزان بالای ظلم و ستم، بسیاری از زرتشتیان جرئت سفری خطرناک به هندوستان را یافتند. آنان که نمی‌توانستند هزینهٔ سفر با کشتی را بپردازند، از صحراهای بی آب و علف مسیرشان با الاغ یا حتی پای پیاده گذشتند.
در هند آنان با سدره و کستی خود شناخته شدند و توسط برادران پارسی خود پناه داده شدند. آنان دومین جامعهٔ بزرگ مهاجر ایرانی در هند را تشکیل دادند که به آن‌ها ایرانی گفته می‌شود.

#### فرستادگان به ایران
هنگامی که خبر آزار زرتشتیان در ایران به پارسیان هند رسید، پارسیان که تا آن موقع ثروتمند شده بودند، صندوق‌های رفاهی برای کمک به زرتشتیان ایرانی آمده کردند و فرستادگانشان به ایران اعزام شدند. مانکجی لیمجی هاتریا که از پارسیان نیکوکار هند بود راهی ایران شد. او به تنهایی به ۷۷۱۱ زرتشتی در کرمان، یزد و تهران کمک مالی کرد و با کمک انگلیسی‌ها توانست بخشی از محدودیت‌ها را از جامعهٔ زرتشتی بردارد. مالیات جزیه که تا سال ۱۸۸۲ میلادی پرداخت می‌شد، با کمک صندوق احیای زرتشتیان حذف شد.

#### جمهوری اسلامی
انقلاب اسلامی به همان اندازه برای زرتشتیان باقی‌مانده حادثه به‌شمار می‌رفت و تعداد آن‌ها را کاهش داد. در زمان نخست‌وزیری مهدی بازرگان انقلابیون مسلمان به آتشکدهٔ زرتشتیان تهران هجوم آورده و قاب عکس زرتشت را پایین کشیده و تصویر سید روح‌الله خمینی را جایگزین آن کردند.
ایران به همراه عربستان سعودی و سودان توسط سازمان ملل و سازمان‌های غیردولتی به عنوان بدترین کشورها در زمینهٔ آزادی ادیان معرفی شده‌اند. اقلیت‌های دینی در ایران قادر به نماینده شدن برای انتخابات مجلس (به جز کرسی ویژه خودشان) نیستند. همچنین آنان نمی‌توانند به مقامات بالای دولتی و نظامی برسند. آنان همچنین از تبعیض در نظام حقوقی رنج می‌برند. دیهٔ آنان کمتر و مجازات‌های آنان سنگین تر از مسلمانان است. مردان مسلمان می‌توانند با زنان غیر مسلمان ازدواج کنند اما مردان غیر مسلمان قادر به ازدواج با زنان مسلمان نیستند.

##### موارد گزارش شده
- در تاریخ ۹۶/۹/۵ و به گزارش کانون مدافعان حقوق بشر، با حکم دادگاه انقلاب، کارن وفاداری (شهروند ایرانی زرتشتی و دارای تابعیت آمریکا) به ۲۷ سال زندان و همچنین همسرش آفرین نیساری، دارای تابعیت کانادا به ۱۶ سال زندان محکوم شدند؛ این حکم در حالی صادر شد که اتهامات وارد شده از سوی متهمان، رد شده است.[۸۶]

## آزار زرتشتیان توسط مسیحیان
طبق گفتهٔ مری بویس زرتشتیانی که در آسیا صغیر زیر سلطهٔ مسیحیان زندگی می‌کردند، به ویژه هنگام جنگ‌های ایران و روم تحت فشار قرار داشتند.

مسیحیانی که در مناطق تحت سلطهٔ ساسانیان زندگی می‌کردند، بارها اقدام به از بین بردن آتشکده‌های زرتشتیان کردند.

کشیش‌های مسیحی، عمداً پیروان آیین زرتشت را «پیروان زرتشت ستمکار» و «پیروان خدایان دروغین و عناصر طبیعت» می‌نامیدند.